# Barbara Somogyi
Barbara Somogyi (Jászberény, 9 augustus 2002) is een Hongaars shorttrackster.
Op het EK 2019 behaalde ze een bronzen medaille op het onderdeel aflossing.
In 2020 startte Somogyi op de Olympische Jeugdwinterspelen 2020.

## Records

### Persoonlijke records[4]
| Afstand    | Tijd     | Datum             | Baan      |
| ---------- | -------- | ----------------- | --------- |
| 222 meter  | 26.582   | 5 januari 2013    | Boedapest |
| 333 meter  | 34.403   | 6 februari 2016   | Boedapest |
| 500 meter  | 44.701   | 14 februari 2020  | Dordrecht |
| 777 meter  | 1:14.766 | 28 september 2019 | Boedapest |
| 1000 meter | 1:30.171 | 2 februari 2020   | Bormio    |
| 1500 meter | 2:29.519 | 1 februari 2019   | Dresden   |